# Ančka Levar
Ančka Levar (tudi Ančka Levarjeva, rojena Mele, poročena Brecelj), slovenska gledališka in filmska igralka, * 27. julij 1915, Grahovo, Cerknica, † 30. januar 2005, Ljubljana.

## Življenje
Rodila se je leta 1915 kot Ančka Mele v Grahovem pri Cerknici. Umetniško ime je prevzela po stricu Ivanu Levarju, ki jo je učil igre. Svojo igralsko pot je začela v Šentjakobskem gledališču v Ljubljani, nadaljevala v današnjem Slovenskem narodnem gledališču Drama Ljubljana. Šest let je igrala v Jugoslovanskem dramskem gledališču v Beogradu, zatem pa spet v ljubljanski Drami. Nastopila je v dveh celovečernih filmih. Za svoje delo je prejela številne igralske nagrade, med drugim Borštnikov pristan leta 1975.
Leta 2015 je bila na njeni rojstni hiši v Grahovem postavljena spominska plošča v spomin na igralko.  

### Zasebno
Poročena je bila s politikom Marijanom Brecljem, s katerim je imela štiri otroke, in sicer hčer Marijano Brecelj, igralko, ter Miha, Martina in kirurga Janeza Breclja.

## Delo
V sezoni 1932/1933 se je včlanila v Šentjakobsko gledališče v Ljubljani, kjer je odigrala sedem vlog v predstavah z 51. ponovitvami. Leta 1933 je igrala prvo vlogo v ljubljanski Drami, kjer je po uspehu dobila tudi angažma, članica igralskega ansambla je bila med letoma 1935 in 1957. Nato je sedem let, do leta 1964, igrala v Jugoslovanskem dramskem pozorištu v Beogradu, kasneje pa je spet prišla v ljubljansko Dramo.
Nastopila je tudi v dveh celovečernih filmih. Za svoje delo je prejela nagrade, med drugim Borštnikov prstan leta 1975.
Znana je bila po raznolikih vlogah (naivkah, ljubicah, zapletenih ženskih likih). V začetku svoje igralske poti je odigrala Lucindo v Molieru, Sašo v Živem mrtvecu Leva Nikolajeviča Tolstoja, Bianco v Otellu Williama Shakespeara, Marjo Antonovno v Gogoljevem Revizorju. Igrala je v pravljičnih igrah Pavla Golie in odigrala vloge šolark v komedijah J. Kranjca, L. Fodorja in S. Bekeffija. Pred drugo svetovno vojno je igrala Julijo v tragediji W. Shakespeara Romeo in Julija. Po vojni je bila uspešna kot Lojzka v Hlapcih Ivana Cankarja in Micka v Kranjskih komedijantih ter Veronika v Celjskih grofih Bratka Krefta. V sedmih letih dela v Beogradu je nanizala šest vlog. Ko se je vrnila v Ljubljano, je prešla k zrelejšim vlogah, kot so Maholka ali Vanda v Na hudi dan si zmerom sam Ivana Potrča in Rozalija v Linhartovi komediji Ta veseli dan ali Matiček se ženi. V zrelejšem obdobju je bila Gertruda v Shakespearovem Hamletu in Elizabeta v Rihardu III. istega avtorja.

### Vloge v gledališču (izbor)

#### Slovensko narodno gledališče Drama Ljubljana
- 1938/1939: Potovanje v Benetke (Carolina Ancelot)
- 1940/1941: Zaprta vrata (Mariolina)
- 1939/1940: Profesor Klepec (Ana)
- 1939/1940: Varh (Gospodična Malika)
- 1938/1939: Živi mrtvec (Saša)
- 1937/1938: Snubač (Natalija Stepanova)
- 1937/1938: Vozel (Tončka)
- 1936/1937: Cyrano De Bergerac (Subreta, Paž)
- 1935/1936: Otroci (Ana)
- 1934/1935: Postržek (Postržek)[5]

#### Jugoslovensko dramsko pozorište Beograd
- 1961/1962: Hamlet (Gertruda)
- 1960/1961: Odkritje (Žena, ki je vse pozabila);
- 1960/1961: Rihard III. (Elizabeta)
- 1959/1960: Pisalni stroj (Solange)
- 1958/1959: Recital Pesmi bolečine in junaštva (Župančič, Bor)
- 1958/1959: Dolgega dne potovanje v noč (Mary Cavan Tyronova)
- 1957/1958: Dubrovniška trilogija (Pavle)

#### Šentjakobsko gledališče Ljubljana
- 1934/1935: Hčerke Njene ekscelence (Gert)
- 1933/1934: Horst Vražji Rudi (Marjanca)
- 1933/1934: Dama na slabem glasu (Ellen)
- 1933/1934: Radio tenor (Lidija)
- 1933/1934: Landsberger Mladostni grehi (Elizabeta)
- 1933/1934: Pogumni Tonček (Minka)
- 1933/1934  Deseti brat (Marička) [6]

### Vloge na filmu in televiziji
- Na klancu (vloga: Franckina mati, r. Vojko Duletić, 1971, celovečerni igrani film)
- Zgodba, ki je ni (1967, r. Matjaž Klopčič, celovečerni igrani film)[7]

## Nagrade
- 1975: Borštnikov prstan
- 1966: Župančičeva nagrada
- 1966: Nagrada mesta Ljubljana
- 1949: Odlikovanje z redom dela druge stopnje
- 1949: Nagrada vlade FLRJ zaslužnim delavcem na področju kulture za vlogo Lojzke v predstavi Hlapci.[6]

Obrazložitev Borštnikovega prstana
»[K]ot igralka in kot človek [je bila zmeraj] skromna in tovariška, njen glavni smoter je bil vedno – biti le umetniška ustvarjalka in dati na odru iz sebe vse, kar je mogoče. Med njene odlike sodi tudi njena velika govorna kultura slovenskega in srbskega odrskega jezika, naturna živahnost in neposrednost, teatrska nevsiljivost, prikupnost in sugestivnost, [je] igralka, ki je znala na svoji igralski poti narediti nenavaden in redek umetniški razvoj od mladinske naivke do dramske karakterne igralke […]« (Iz obrazložitve nagrade Borštnikov prstan 1975)

## Fotogalerija
- Jean-Baptiste Poquelin Molière, Ljudomrznik, Drama SNG v Ljubljani. Na fotografiji: Ančka Levar (Celimena).
- Dario Niccodemi, Postržek, Narodno gledališče v Ljubljani. Na fotografiji: Ančka Levar (Postržek).
- Bertolt Brecht, Kavkaški krog s kredo, Drama SNG v Ljubljani. Na fotografiji: Ančka Levar (Gruša Vahnadze).
- Bratko Kreft, Krajnski komedijanti, Drama SNG v Ljubljani. Na fotografiji: Ančka Levar (Micka)
- Jean-Baptiste Poquelin Molière, Šola za žene, Narodno gledališče v Ljubljani. Na fotografiji: Ančka Levar (Agneza), Edvard Gregorin (Arnolphe).
- Ivan Cankar, Hlapci, Drama SNG v Ljubljani. Na fotografiji: Stane Sever (Jerman), Ančka Levar (Lojzka), Janez Cesar (Kalander).
- George Bernard Shaw, Sveta Ivana, Drama SNG v Ljubljani. Na fotografiji: Ančka Levar (Ivana)
- Elmer Harris, Molčeča usta (po nemški predelavi Walterja Firnerja), Drama SNG v Ljubljani. Na fotografiji: Elvira Kralj (Maggie McDonald), Ančka Levar (Bellinda McDonald), Janez Cesar (Black McDonald).
- Bertolt Brecht, Kavkaški krog s kredo, Drama SNG v Ljubljani. Na fotografiji: Ančka Levar (Gruša Vahnadze), Bert Sotlar (Simon Hahava).